# Livingstone (groupe)
Pour les articles homonymes, voir Livingstone (homonymie).
Livingstone est un groupe de rock français fondé en 2012. 

## Biographie
Livingstone est fondé par des musiciens issus de différentes formations musicales, tous originaire de banlieue parisienne. Le groupe sort un 1er album auto-produit, Explore, en 2014, à l'occasion d'une tournée d'une trentaine de dates aux Etats-Unis. Le guitariste Tiwayo joue sur l'intégralité de l'album en tant qu'invité.
En 2016, le groupe repart sur les routes (notamment en 1re partie de Truckfighters, et en participant au festival Solidays) et signe avec le label Noa Music. 
L'album éponyme Livingstone sort en Juin 2017 et est l'objet de critiques positives,,,. Le titre "Help me" extrait de cet album est utilisé dans la série Snatch (série télévisée), adaptation du film de Guy Ritchie. Une tournée d'une quinzaine de concerts suit la sortie de cet album, lors de laquelle Livingstone joue notamment en première partie de Mademoiselle K , de Sallie Ford ou encore de Matt Bastard (lors du festival Chorus).
En 2018, Livingstone invite Fred Chapellier en studio pour jouer sur deux titres : "Love is a race", une composition originale du groupe, et une reprise de "War Pigs" de Black Sabbath. L'enregistrement des deux titres est filmé est publié sur la chaîne Youtube de Livingstone.

## Membres
- Théophile Olivier : Basse
- Thomas Chazerain : Guitare, chant
- Romain Hoffschir : Batterie